# Amata phaeozona
Amata phaeozona är en fjärilsart som beskrevs av Hans Zerny 1912. Amata phaeozona ingår i släktet Amata och familjen björnspinnare. Inga underarter finns listade i Catalogue of Life.